# Frohnhof (Eckental)
Frohnhof ([ˈfʁoːnˌhoːf] ⓘ) ist ein Gemeindeteil des Marktes Eckental im Landkreis Erlangen-Höchstadt (Mittelfranken, Bayern). Frohnhof liegt in der Gemarkung Forth.

## Geografie
Das im Vorland der Nördlichen Frankenalb gelegene Dorf befindet sich etwa drei Kilometer nordnordöstlich des Ortszentrums von Eckental auf einer Höhe von 319 m ü. NHN. Die Anbindung an das öffentliche Straßennetz wird hauptsächlich durch die Staatsstraße 2240 hergestellt, die aus dem Südosten von Forth her kommend in Frohnhof nach Westsüdwesten abbiegt und dann nach Steinbach weiterführt. Von der Ortsmitte zweigt außerdem eine Gemeindeverbindungsstraße ab und führt nordnordwestwärts zu dem etwa einen Kilometer entfernten Nachbarort Affalterbach in Oberfranken.

## Geschichte
Zur Zeit des Frühmittelalters befand sich an der Stelle Frohnhofs ein mittlerweile abgegangener Burgstall. Das Dorf dürfte wohl in der Zeit von etwa 1050 bis 1100 entstanden sein, als die Region vom Süden her von bairischen Siedlern erschlossen und besiedelt wurde. Während des Spätmittelalters gelangte Frohnhof in den Besitz der Reichsstadt Nürnberg und gehörte damit zur sogenannten Alten Landschaft. Verwaltungstechnisch ordnete die Reichsstadt die Ortschaft ihrem 1503 eingerichteten Pflegamt Hiltpoltstein zu, das auch die Hochgerichtsbarkeit ausübte. Die Dorf- und Gemeindeherrschaft hingegen wurde alternierend vom nürnbergischen Spitalamt Heilig-Geist und den reichsunmittelbaren Freiherrn von Egloffstein-Büg ausgeübt. Eine tiefgreifende Veränderung für Frohnhof ergab sich im Jahr 1806, als die Reichsstadt Nürnberg mit ihrem verbliebenen Landgebiet vom Königreich Bayern unter Bruch der Reichsverfassung annektiert wurde. Zusammen mit dem Restgebiet des Pflegamtes Hiltpoltstein wurde damit auch Frohnhof bayerisch.
Durch die Verwaltungsreformen im Königreich Bayern zu Beginn des 19. Jahrhunderts  wurde Frohnhof mit dem Zweiten Gemeindeedikt ein Bestandteil der Ruralgemeinde Pettensiedel. Im Zuge der Gebietsreform in Bayern wurde Frohnhof am 1. Januar 1972 mit der Gemeinde Pettensiedel zunächst nach Igensdorf eingemeindet. Bereits fünf Monate später wurde der Ort auf eigenen Wunsch in die Gemeinde Forth umgemeindet und zusammen mit dieser einen Monat später ein Bestandteil der neu gebildeten Gemeinde Eckental. Am 31. Dezember 2021 hatte Frohnhof 257 Einwohner.

## Baudenkmäler

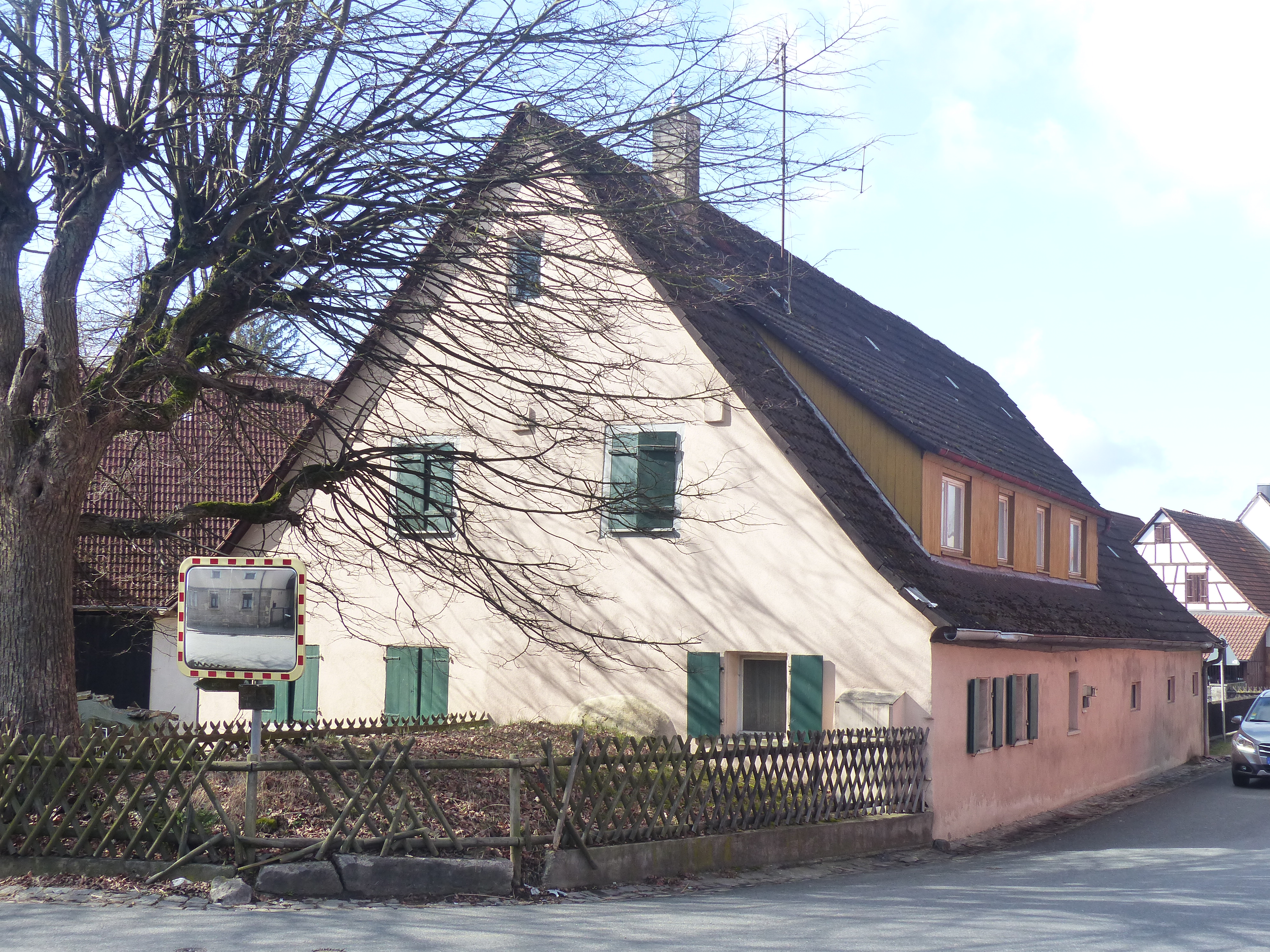
Eingeschossiges Wohnstallhaus in Frohnhof

In Frohnhof befinden sich zwei Baudenkmäler, darunter ein aus der ersten Hälfte des 19. Jahrhunderts stammendes eingeschossiges Wohnstallhaus.